# Губа Юрій Петрович
Юрій Петрович Губа (1.08.1976 —5.03.2022) — старший сержант Збройних Сил України, учасник російсько-української війни, який загинув під час російського вторгнення в Україну.

## Життєпис
Народився 11 березня 1976 року в с. Сигнаївці Звенигородського району Черкаської області. 
З 2014 року проходив військову службу у Збройних Силах України. В 2017 році був нагороджений орденом «За мужність» III ступеня.
Загинув 5 березня 2022 року при артобстрілі населеного пункту Зачатівка Волноваського району Донецької області. Похований у с. Матусів Звенигородського району. У Героя залишилися батьки, дружина, два сина — старший із них теж захищає Україну.

## Нагороди
- орден «За мужність» II ступеня (2022, посмертно) — за особисту мужність і самовіддані дії, виявлені у захисті державного суверенітету та територіальної цілісності України, вірність військовій присязі[2].
- орден «За мужність» III ступеня (2017) — за вагомий особистий внесок у зміцнення обороноздатності Української держави, мужність, самовідданість і високий професіоналізм, виявлені під час бойових дій, зразкове виконання службових обов‘язків[3].